# Émile Sauret
Émile Sauret, född den 22 maj 1852 i Dun-le-Roi (departementet Cher), död den 12 februari 1920 i London, var en fransk violinist.
Sauret studerade vid konservatoriet i Paris och senare i Bryssel, där Bériot var hans lärare. Från 1866 konserterade han i England, Frankrike och Italien, 1870-74 i Amerika, 1877 i Tyskland. Stockholm besökte han 1883, 1886 och 1902. Han var 1880-91 violinlärare vid Sternska konservatoriet i Berlin, 1891-1903 vid musikakademien i London, 1903-06 vid ett konservatorium i Chicago. Han återvände 1908 till London. Sauret var från 1873 en tid gift med pianisten Teresa Carreno. Han blev 1892 ledamot av Musikaliska akademien i Stockholm. Bland Saurets elever kan nämnas svensken Tor Aulin.
Adolf Lindgren skriver i Nordisk familjebok: S. räknas bland samtidens främsta violinvirtuoser. Hans teknik är utomordentlig, mindre bestickande och klangskön än Sarasates, men ock mindre ensidig, samt lämpar sig förträffligt för både klassiska och moderna uppgifter. Han eger fransmannens hela energi och elegans, men ock dennes förståndsmässighet, som ofta ger åtminstone hans kompositioner, om icke hans spel, en bismak af torrhet."